# Обермюльнер, Адольф
Адольф Обермюльнер (нем. Adolf Obermüllner; 3 сентября 1833, Вельс, Верхняя Австрия — 29 октября 1898, Вена) — австрийский ландшафтный живописец.

## Биография
В 1851 году поступил в венскую академию художеств, где занимался живописью под руководством Ф. Штейнфельда. После того в течение 3-х лет был в Мюнхене учеником Рихарда Циммермана, у которого заимствовал любовь к воспроизведению зимних пейзажей. Совершил обширную учебную поездку по Италии, Голландии и Франции. В 1860 году вернулся в Австрию и на всю оставшуюся жизнь поселился в Вене.
На А. Обермюльнера оказал значительное влияние Альберт Циммерман со своими ландшафтами, изображающими альпийскую природу. После нескольких экскурсий на Альпы и поездок во Европе,. выставил превосходную картину: «Оберзее в Баварских горах», обнаружившую в художнике тонкое понимание горной природы и мастерство кисти, и поставившую его в один ряд с лучшими современными представителями пейзажной живописи.
В 1861 году участвовал в большой экспедиции, снаряжённой австрийским альпийским обществом для снятия фотографий с наиболее красивых альпийских глетчеров. Из пейзажей А. Обермюльнера можно ещё отметить «Монблан», «Ортлер», «Брегенцский лес», «Кёнигзее», 12 пейзажей полярной природы, исполненных по наброскам Пайера и др. А. Обермюльнера известен также как живописец нескольких жанровых, юмористических сцен.

## Память
- В 1899 году его именем была названа Обермюлльнерштрассе в Вене.

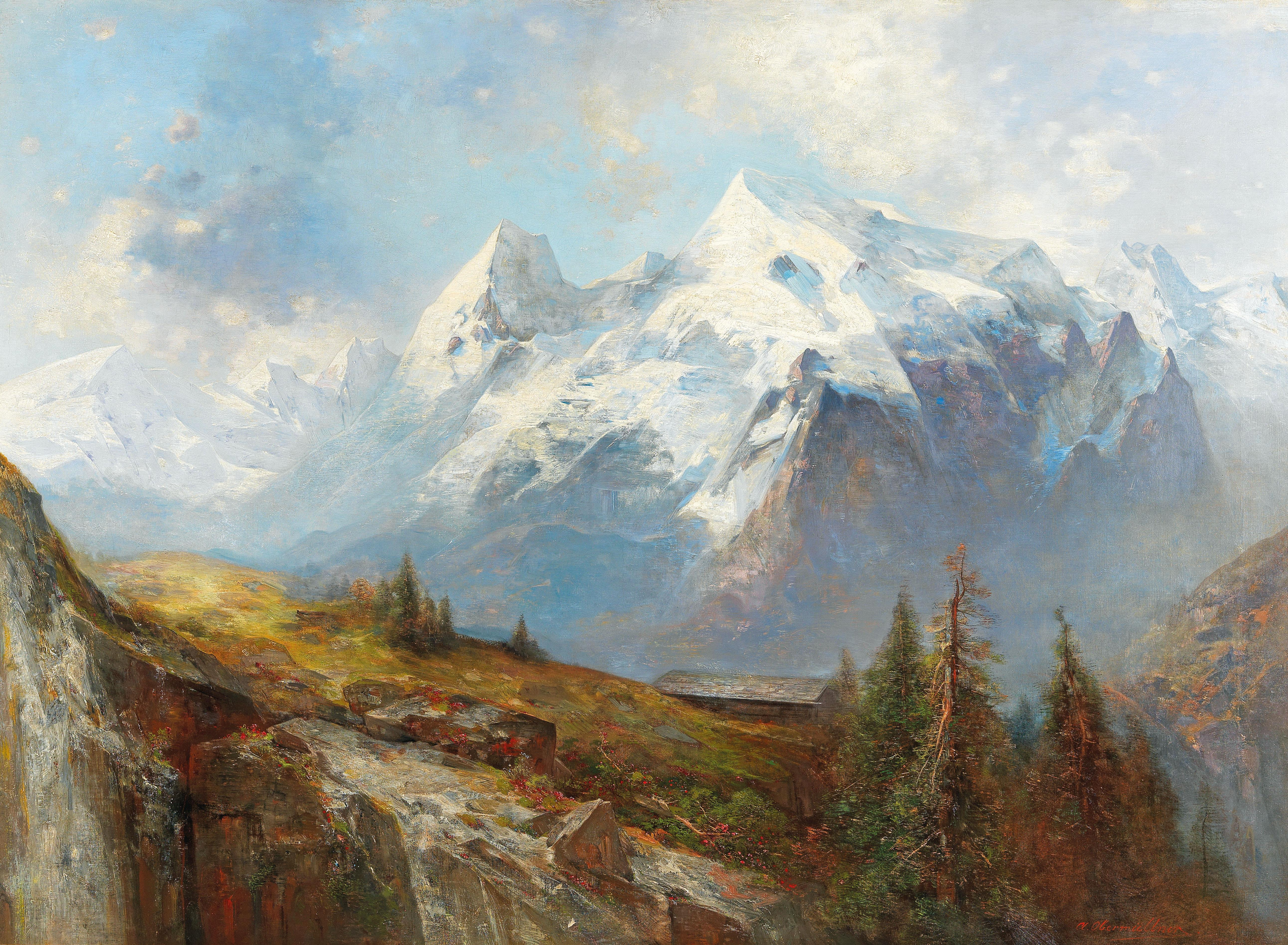
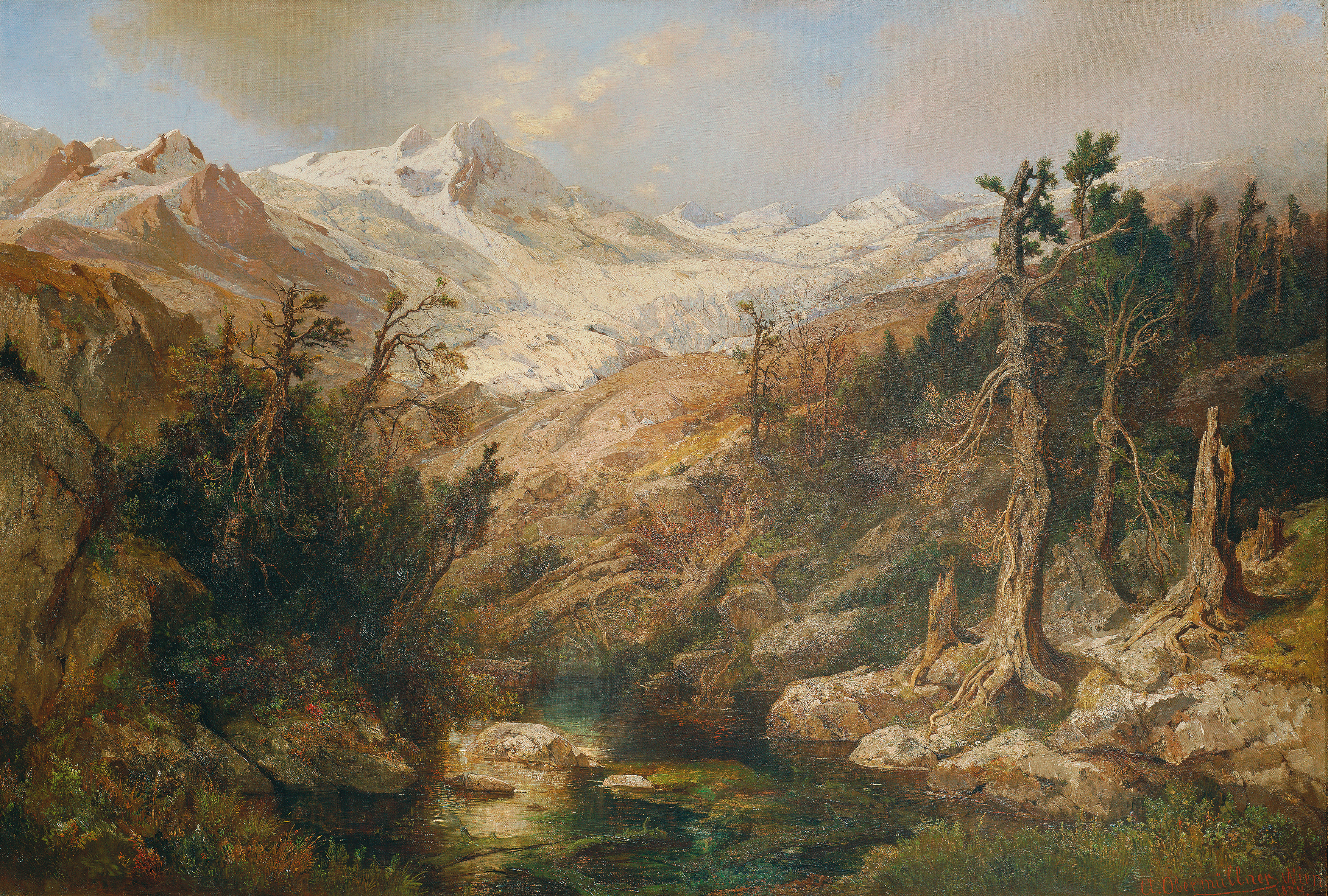
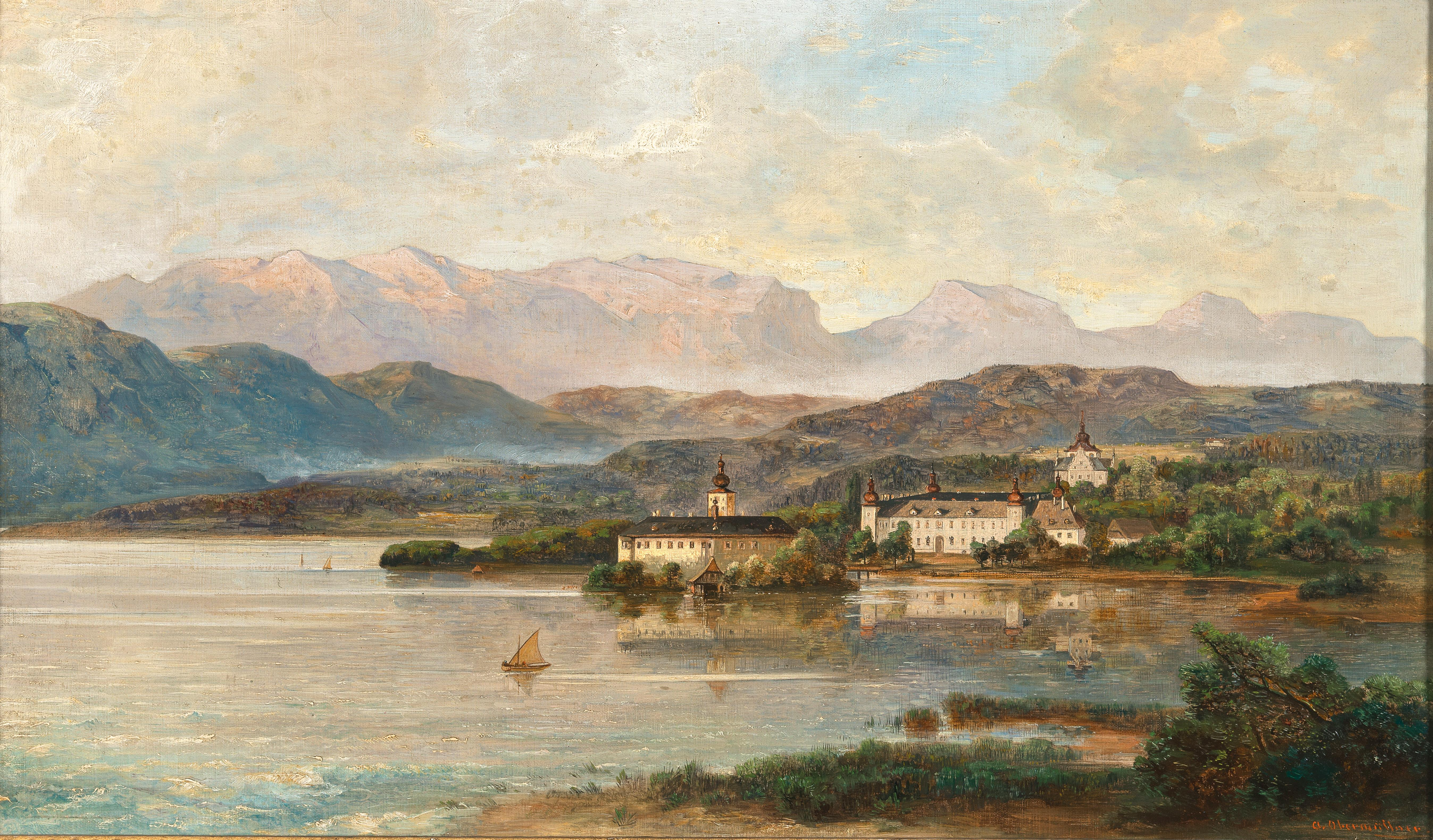
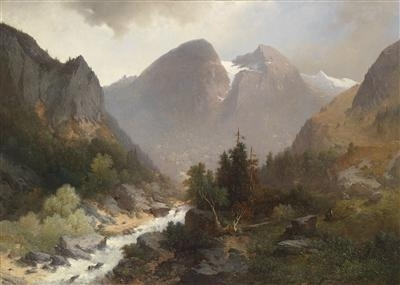
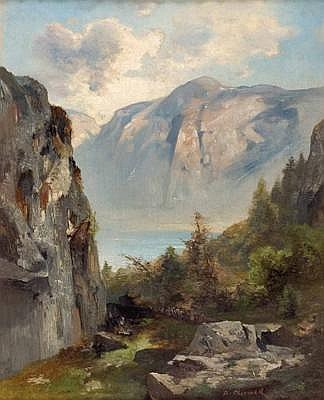
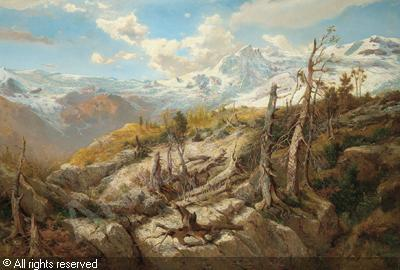